# Péter Hornyák
Péter Hornyák (* 4. Oktober 1995 in Debrecen) ist ein ungarischer Handballspieler.

## Karriere
Péter Hornyák lernte das Handballspielen bei Győri ETO KC. Bei Dunaferr SE debütierte er 2011 in der ersten ungarischen Liga. Für Balatonfüredi KSE gab der 1,78 m große Rechtsaußen kurz nach seinem 16. Geburtstag sein Debüt im EHF-Pokal. Im Sommer 2013 kam Ungarns Jugendhandballer des Jahres 2012 nach Deutschland, wo er für die zweite Mannschaft von TUSEM Essen auflief. Nach zwei Jahren kehrte er in seine Heimat zurück und lief fortan für Csurgói KK auf. Mit dem Team aus Csurgó nahm er 2015/16 und 2016/17 erneut am EHF-Pokal teil. Anschließend spielte er wieder für Balatonfüredi KSE. Ab der Saison 2019/20 stand Hornyák beim Tatabánya KC unter Vertrag. Nach drei Spielzeiten kehrte er erneut zum Balatonfüredi KSE zurück.
Mit der ungarischen Nationalmannschaft nahm Hornyák an den Europameisterschaften 2016, 2018 und 2020 sowie an den Weltmeisterschaften 2019 und 2021 teil. Bisher bestritt er 56 Länderspiele, in denen er 82 Tore erzielte.